# بازآرایی کریگه
بازآرایی کریگه(به انگلیسی: Criegee rearrangement) یک واکنش بازآرایی  در شیمی آلی است که به نام شیمی‌دان آلمانی رودولف کریگه نام‌گذاری شده‌است. 

## توصیف واکنش
در این واکنش آلی، یک الکل نوع سوم در اکسیداسیون آلی توسط یک پراکسی‌اسید به یک کتون گسسته می‌شود. اسید مورد استفاده اغلب پی-نیتروپروکسی‌بنزوئیک اسید است زیرا آنیون این اسید یک گروه ترک‌کننده خوب است. 